# Austrophlebia subcostalis
Austrophlebia subcostalis là loài chuồn chuồn trong họ Aeshnidae. Loài này được Theischinger miêu tả khoa học đầu tiên năm 1996.